# Thomas Fernandez (tennis de table)
 (avril 2014).
Thomas Fernandez est un joueur français de tennis de table handisport né le 18 juillet 1986 à Montpellier. Il joue depuis l'âge de 12 ans dans le club de l'ASPTT Sète et évolue dans la classe 6 (debout).

## Biographie
Thomas Fernandez est atteint de la maladie de Little, appelée aussi diplégie spastique, depuis la naissance. Ce syndrome touche ses membres inférieurs et son bras droit. Après avoir essayé plusieurs sports, il pratique le tennis de table depuis son enfance au sein de l'ASPTT de Sète.

### Carrière
Thomas Fernandez commence le tennis de table à l'âge de 12 ans et remporte son premier titre régional à 14 ans puis deux ans plus tard le titre national. Fort de ces résultats, il fait son entrée au niveau international en 2005. Puis en 2007, il est capitaine de la sélection Classe 6 au championnat d'Europe. Malheureusement, une blessure l'empêchera de participer aux Jeux paralympiques d'été de 2008 à Pékin.
Après cette blessure, le pongiste se remet à l'entraînement et  remporte une médaille de bronze par équipe au Championnat d'Europe l'année suivante, ce qui lui permet notamment d'atteindre le 6e rang au classement mondial (classe 6). Il obtient une nouvelle médaille 2 ans plus tard et participe enfin aux Jeux paralympiques d'été de 2012 à Londres. 

### Vie privée
Thomas Fernandez est employé à la mairie de Sète au service informatique. Il est particulièrement attaché à la ville de Sète et à sa région.

## Palmarès

### Jeux paralympiques
- 2012
  - Participation aux Jeux paralympiques d'été 2012

### Championnats d'Europe de tennis de table
- 2011
  -  Médaille de bronze par équipe

- 2009
  -  Médaille de bronze par équipe